# شهرک جیم
شهرک جیم یک مجموعه تلویزیونی طنز به کارگردانی علی شب‌خیز و مدیر تولید غلامرضا هاشم زاده تولید سال ۱۳۹۵ است که از شبکه ۳ سیما پخش شده‌است.

## داستان فیلم
داستان سریال دربارهٔ بهرام گردآوری و همکارش صحبت مامانی است. بهرام تهیه‌کننده‌ای مقروض است که عوامل تولیدش حکم جلب او و مدیر تولیدش صحبت را گرفته‌اند. بهرام در تلاش است تا با دریافت سفارش کاری جدید از تلویزیون، آبروی از دست رفته خویش را به دست آورد اما در این مسیر ماجراهای فراوانی برایش پیش می‌آید که…

## بازیگران
- بیژن بنفشه‌خواه
- روشنک عجمیان
- عباس جمشیدی‌فر
- سوسن پرور
- نگین معتضدی
- علی موسویان
- ماهان عبدی
- ثمیلا شفیعی
- امیر کربلایی‌زاده
- تینو صالحی
- هومن حاجی عبداللهی
- سیامک حسین پور
- فرید ملک‌محمدی